# Tall Bani Umran
Tall Bani Umran – miejscowość w Egipcie, w muhafazie Al-Minja. W 2006 roku liczyła 8245 mieszkańców.